# Архитекти (музичка група)
Архитекти су српска хип хоп група коју су 2005. године основали репери Блоковски, Маузер и Куер.

## Историјат
Реп групу Архитекти чине Блоковски и Маузер (тада познатији као Растамон) на микрофону и Куер који је задужен за прављење матрица. Убрзо након оснивања групе, врло брзо постали једна од најпопуларнијих демо група на београдској хип хоп сцени, првенствено јер су чланови групе пре тога били познати. Због тада слабог интересовања за реп музику у Србији и немогућности да нађу адекватну издавачку кућу, Архитекти су формирали сопстену, под називом Царски рез, 11. маја 2006. године. Група је заједно са Баук Сквадом и ФТП-ом наступала на Егзиту 2006. године, где су били једини представници српског демо хипхопа.
Први пројекат под називом Архитекти објављују 17. маја 2007. године, на којем се нашло једанаест песама. Гости на албуму били су Министар Лингвиста, Shan-Gai, Валар, Roycter и HighDuke. Песме Мрзим и Улични песник привукли су пажњу шире јавности.

## Дискографија

### Синглови и ЕП-ови
- Архитекти (2007)

### Гостовање на албумима и компилацијама
- Царски рез промо I (2006), на песмама Мрзим и Еквилибријум[а]
- Царски рез промо II (2007), на песми И даље
- Царски рез промо III (2009), на песми Амин
- Царски рез промо IV (2010), на песми Рођени